# Svjetsko prvenstvo u vaterpolu 2017.
Svjetsko prvenstvo u vaterpolu 2017. održano je od 17. do 29. srpnja 2017. godine u Budimpešti, u Mađarskoj, u okviru 17. Svjetskog prvenstva u vodenim športovima. Ovo športsko natjecanje se održava pod pokroviteljsvom Svjetske organizacija vodenih športova (FINA) i Mađarske organizacija vodenih športova.
Hrvatska je sa svim pobjedama i uz najteži mogući put u fazi izbacivanja osvojila svoj ukupno drugi naslov svjetskoga prvaka, deset godina nakon prvog. U poluzavršnici je ostvarila prvu pobjedu nad Srbijom nakon sedam godina, tj. poluzavršnice europskog prvenstva u Zagrebu 2010. godine. To je bio prvi poraz srbijanske reprezentacije na bilo kojem natjecanju u fazi izbacivanja nakon dvije godine, odnosno pretprošlog svjetskog prvenstva.
Zlato su osvojili vratari Marko Bijač (vratar), Marko Macan, Loren Fatović (debitant), Luka Lončar, Maro Joković, Ivan Buljubašić, Ante Vukičević (debitant), Andro Bušlje, Sandro Sukno (kapetan), Ivan Krapić, Anđelo Šetka, Xavier García, Ivan Marcelić (pričuvni vratar) i trener Ivica Tucak.

## Turnir

### Skupina A
| Nadnevak   | 1. momčad | Ishod | 2. momčad |
| ---------- | --------- | ----- | --------- |
| 17. srpnja | Brazil    | 6:2   | Kazahstan |
|            | Crna Gora | 8:8   | Kanada    |
| 19. srpnja | Kanada    | 9:10  | Kazahstan |
|            | Brazil    | 5:14  | Crna Gora |
| 21. srpnja | Brazil    | 6:6   | Kanada    |
|            | Crna Gora | 13:5  | Kazahstan |

|    | Tablica   | I | Pob. | Ner. | Por. | Pos. P | Prim. P | RP  | Bodovi |     |
| -- | --------- | - | ---- | ---- | ---- | ------ | ------- | --- | ------ | --- |
| 1. | Crna Gora | 3 | 2    | 1    | 0    | 35     | 18      | +17 | 5      |     |
| 2. | Brazil    | 3 | 1    | 1    | 1    | 17     | 22      | -5  | 3      |     |
| 3. | Kazahstan | 3 | 1    | 0    | 2    | 17     | 28      | -11 | 2      | 1:0 |
| 4. | Kanada    | 3 | 0    | 2    | 1    | 23     | 24      | -1  | 2      | 0:1 |

| Nadnevak   | 1. momčad  | Ishod | 2. momčad  |
| ---------- | ---------- | ----- | ---------- |
| 17. srpnja | Francuska  | 9:18  | Italija    |
|            | Australija | 3:13  | Mađarska   |
| 19. srpnja | Francuska  | 10:11 | Australija |
|            | Mađarska   | 9:9   | Italija    |
| 21. srpnja | Francuska  | 7:13  | Mađarska   |
|            | Australija | 5:13  | Italija    |

|    | Tablica     | I | Pob. | Ner. | Por. | Pos. P | Prim. P | RP  | Bodovi |
| -- | ----------- | - | ---- | ---- | ---- | ------ | ------- | --- | ------ |
| 1. | Mađarska ↓1 | 3 | 2    | 1    | 0    | 35     | 19      | +16 | 5      |
| 2. | Italija     | 3 | 2    | 1    | 0    | 40     | 23      | +17 | 5      |
| 3. | Australija  | 3 | 1    | 0    | 2    | 19     | 36      | -17 | 2      |
| 4. | Francuska   | 3 | 0    | 0    | 3    | 26     | 42      | -16 | 0      |

| Nadnevak   | 1. momčad  | Ishod | 2. momčad |
| ---------- | ---------- | ----- | --------- |
| 17. srpnja | Španjolska | 7:8   | Grčka     |
|            | Srbija     | 21:5  | JAR       |
| 19. srpnja | JAR        | 2:18  | Grčka     |
|            | Španjolska | 5:11  | Srbija    |
| 21. srpnja | Španjolska | 16:4  | JAR       |
|            | Srbija     | 11:6  | Grčka     |

|    | Tablica    | I | Pob. | Ner. | Por. | Pos. P | Prim. P | RP  | Bodovi |
| -- | ---------- | - | ---- | ---- | ---- | ------ | ------- | --- | ------ |
| 1. | Srbija     | 3 | 3    | 0    | 0    | 43     | 16      | +27 | 6      |
| 2. | Grčka      | 3 | 2    | 0    | 1    | 32     | 20      | +12 | 4      |
| 3. | Španjolska | 3 | 1    | 0    | 2    | 28     | 23      | +5  | 2      |
| 4. | JAR        | 3 | 0    | 0    | 3    | 11     | 55      | -44 | 0      |

| Nadnevak   | 1. momčad | Ishod | 2. momčad |
| ---------- | --------- | ----- | --------- |
| 17. srpnja | SAD       | 7:12  | Hrvatska  |
|            | Japan     | 8:15  | Rusija    |
| 19. srpnja | Rusija    | 8:10  | Hrvatska  |
|            | SAD       | 7:15  | Japan     |
| 21. srpnja | SAD       | 14:11 | Rusija    |
|            | Japan     | 6:16  | Hrvatska  |

|    | Tablica  | I | Pob. | Ner. | Por. | Pos. P | Prim. P | RP  | Bodovi |
| -- | -------- | - | ---- | ---- | ---- | ------ | ------- | --- | ------ |
| 1. | Hrvatska | 3 | 3    | 0    | 0    | 38     | 21      | +17 | 6      |
| 2. | Rusija   | 3 | 1    | 0    | 2    | 34     | 32      | +2  | 2      |
| 3. | Japan    | 3 | 1    | 0    | 2    | 29     | 38      | -9  | 2      |
| 4. | SAD      | 3 | 1    | 0    | 2    | 28     | 38      | -10 | 2      |

|  | Krnja šesnaestina završnice | Krnja šesnaestina završnice |            |            | Četvrtzavršnica | Četvrtzavršnica |            |                     | Poluzavršnica       | Poluzavršnica |  |  | Završnica | Završnica |
|  |                             |                             |            |            |                 |                 |            |                     |                     |               |  |  |           |           |
|  |                             |                             |            |            | 25. srpnja      |                 |            |                     |                     |               |  |  |           |           |
|  | 23. srpnja                  |                             |            |            |                 |                 |            |                     |                     |               |  |  |           |           |
|  | Crna Gora                   | 7                           |            |            |                 |                 |            |                     |                     |               |  |  |           |           |
|  | Crna Gora                   | 7                           | Grčka      | 14         | 27. srpnja      | 27. srpnja      |            |                     |                     |               |  |  |           |           |
|  |                             | Grčka                       | Grčka      | 14         | 27. srpnja      | 27. srpnja      | 12         |                     |                     |               |  |  |           |           |
|  | Japan                       | Grčka                       | 4          |            | Grčka           | 5               | 12         |                     |                     |               |  |  |           |           |
|  | Japan                       | 25. srpnja                  | 4          |            | Grčka           | 5               |            |                     |                     |               |  |  |           |           |
|  | 23. srpnja                  | 23. srpnja                  |            | Mađarska   | 7               |                 |            |                     |                     |               |  |  |           |           |
|  | 23. srpnja                  | 23. srpnja                  | Mađarska   | Mađarska   | 7               | 14              |            |                     |                     |               |  |  |           |           |
|  | Španjolska                  | 10                          | Mađarska   |            |                 | 14              | 29. srpnja | 29. srpnja          |                     |               |  |  |           |           |
|  | Španjolska                  | 10                          |            | Rusija     | 5               |                 | 29. srpnja | 29. srpnja          |                     |               |  |  |           |           |
|  | Rusija                      | 11                          |            | Rusija     | 5               | Mađarska        | 6          |                     |                     |               |  |  |           |           |
|  | Rusija                      | 11                          | 25. srpnja |            |                 | Mađarska        | 6          |                     |                     |               |  |  |           |           |
|  | 23. srpnja                  | 23. srpnja                  |            | Hrvatska   | 8               |                 |            |                     |                     |               |  |  |           |           |
|  | 23. srpnja                  | 23. srpnja                  | Srbija     | Hrvatska   | 8               | 15              |            |                     |                     |               |  |  |           |           |
|  | Brazil                      | 3                           | Srbija     | 27. srpnja | 27. srpnja      | 15              |            |                     |                     |               |  |  |           |           |
|  | Brazil                      | 3                           |            | 27. srpnja | 27. srpnja      | Australija      | 5          |                     |                     |               |  |  |           |           |
|  | Australija                  | 8                           |            | Srbija     | 11              | Australija      | 5          | Za brončano odličje | Za brončano odličje |               |  |  |           |           |
|  | Australija                  | 8                           | 25. srpnja | Srbija     | 11              |                 |            | Za brončano odličje | Za brončano odličje |               |  |  |           |           |
|  | 23. srpnja                  | 23. srpnja                  |            | Hrvatska   | 12              |                 | 29. srpnja | 29. srpnja          |                     |               |  |  |           |           |
|  | 23. srpnja                  | 23. srpnja                  | Hrvatska   | Hrvatska   | 12              | 12              | 29. srpnja | 29. srpnja          |                     |               |  |  |           |           |
|  | Kazahstan                   | 7                           | Hrvatska   |            |                 | 12              | Grčka      | 8                   |                     |               |  |  |           |           |
|  | Kazahstan                   | 7                           |            | Italija    | 9               |                 | Grčka      | 8                   |                     |               |  |  |           |           |
|  | Italija                     | 12                          |            | Italija    | 9               | Srbija          | 11         |                     |                     |               |  |  |           |           |
|  | Italija                     | 12                          |            |            |                 | Srbija          | 11         |                     |                     |               |  |  |           |           |

| Mj. | Država     |
| --- | ---------- |
| 1.  | Hrvatska   |
| 2.  | Mađarska   |
| 3.  | Srbija     |
| 4.  | Grčka      |
| 5.  | Crna Gora  |
| 6.  | Italija    |
| 7.  | Australija |
| 8.  | Rusija     |
| 9.  | Španjolska |
| 10. | Japan      |
| 11. | Kazahstan  |
| 12. | Brazil     |
| 13. | SAD        |
| 14. | Francuska  |
| 15. | Kanada     |
| 16. | JAR        |

| Pobjednici            |
| --------------------- |
| Hrvatska Drugi naslov |

| Svjetska prvenstva u vaterpolu | Svjetska prvenstva u vaterpolu | Svjetska prvenstva u vaterpolu |
| ------------------------------ | --- | ------------------------------ |
|                                | |                                |
|                                | Jugoslavija 1973. • Kolumbija 1975. • SR Njemačka 1978. • Ekvador 1982. • Španjolska 1986. • Australija 1991. Italija 1994. • Australija 1998. • Japan 2001. • Španjolska 2003. • Kanada 2005. • Australija 2007. • Italija 2009. • Kina 2011. • Španjolska 2013. • Rusija 2015. Mađarska 2017.• Južna Koreja 2019.• Mađarska 2022.• Japan 2023.• Katar 2024.• Singapur 2025. |                                |

| Svjetska prvenstva u vaterpolu | Svjetska prvenstva u vaterpolu | Svjetska prvenstva u vaterpolu |
| ------------------------------ | --- | ------------------------------ |
|                                | |                                |
|                                | Jugoslavija 1973. • Kolumbija 1975. • SR Njemačka 1978. • Ekvador 1982. • Španjolska 1986. • Australija 1991. Italija 1994. • Australija 1998. • Japan 2001. • Španjolska 2003. • Kanada 2005. • Australija 2007. • Italija 2009. • Kina 2011. • Španjolska 2013. • Rusija 2015. Mađarska 2017.• Južna Koreja 2019.• Mađarska 2022.• Japan 2023.• Katar 2024.• Singapur 2025. |                                |

| Nadnevak   | 1. momčad | Ishod | 2. momčad |
| ---------- | --------- | ----- | --------- |
| 17. srpnja | SAD       | 7:12  | Hrvatska  |
|            | Japan     | 8:15  | Rusija    |
| 19. srpnja | Rusija    | 8:10  | Hrvatska  |
|            | SAD       | 7:15  | Japan     |
| 21. srpnja | SAD       | 14:11 | Rusija    |
|            | Japan     | 6:16  | Hrvatska  |

|    | Tablica  | I | Pob. | Ner. | Por. | Pos. P | Prim. P | RP  | Bodovi |
| -- | -------- | - | ---- | ---- | ---- | ------ | ------- | --- | ------ |
| 1. | Hrvatska | 3 | 3    | 0    | 0    | 38     | 21      | +17 | 6      |
| 2. | Rusija   | 3 | 1    | 0    | 2    | 34     | 32      | +2  | 2      |
| 3. | Japan    | 3 | 1    | 0    | 2    | 29     | 38      | -9  | 2      |
| 4. | SAD      | 3 | 1    | 0    | 2    | 28     | 38      | -10 | 2      |

|  | Krnja šesnaestina završnice | Krnja šesnaestina završnice |            |            | Četvrtzavršnica | Četvrtzavršnica |            |                     | Poluzavršnica       | Poluzavršnica |  |  | Završnica | Završnica |
|  |                             |                             |            |            |                 |                 |            |                     |                     |               |  |  |           |           |
|  |                             |                             |            |            | 25. srpnja      |                 |            |                     |                     |               |  |  |           |           |
|  | 23. srpnja                  |                             |            |            |                 |                 |            |                     |                     |               |  |  |           |           |
|  | Crna Gora                   | 7                           |            |            |                 |                 |            |                     |                     |               |  |  |           |           |
|  | Crna Gora                   | 7                           | Grčka      | 14         | 27. srpnja      | 27. srpnja      |            |                     |                     |               |  |  |           |           |
|  |                             | Grčka                       | Grčka      | 14         | 27. srpnja      | 27. srpnja      | 12         |                     |                     |               |  |  |           |           |
|  | Japan                       | Grčka                       | 4          |            | Grčka           | 5               | 12         |                     |                     |               |  |  |           |           |
|  | Japan                       | 25. srpnja                  | 4          |            | Grčka           | 5               |            |                     |                     |               |  |  |           |           |
|  | 23. srpnja                  | 23. srpnja                  |            | Mađarska   | 7               |                 |            |                     |                     |               |  |  |           |           |
|  | 23. srpnja                  | 23. srpnja                  | Mađarska   | Mađarska   | 7               | 14              |            |                     |                     |               |  |  |           |           |
|  | Španjolska                  | 10                          | Mađarska   |            |                 | 14              | 29. srpnja | 29. srpnja          |                     |               |  |  |           |           |
|  | Španjolska                  | 10                          |            | Rusija     | 5               |                 | 29. srpnja | 29. srpnja          |                     |               |  |  |           |           |
|  | Rusija                      | 11                          |            | Rusija     | 5               | Mađarska        | 6          |                     |                     |               |  |  |           |           |
|  | Rusija                      | 11                          | 25. srpnja |            |                 | Mađarska        | 6          |                     |                     |               |  |  |           |           |
|  | 23. srpnja                  | 23. srpnja                  |            | Hrvatska   | 8               |                 |            |                     |                     |               |  |  |           |           |
|  | 23. srpnja                  | 23. srpnja                  | Srbija     | Hrvatska   | 8               | 15              |            |                     |                     |               |  |  |           |           |
|  | Brazil                      | 3                           | Srbija     | 27. srpnja | 27. srpnja      | 15              |            |                     |                     |               |  |  |           |           |
|  | Brazil                      | 3                           |            | 27. srpnja | 27. srpnja      | Australija      | 5          |                     |                     |               |  |  |           |           |
|  | Australija                  | 8                           |            | Srbija     | 11              | Australija      | 5          | Za brončano odličje | Za brončano odličje |               |  |  |           |           |
|  | Australija                  | 8                           | 25. srpnja | Srbija     | 11              |                 |            | Za brončano odličje | Za brončano odličje |               |  |  |           |           |
|  | 23. srpnja                  | 23. srpnja                  |            | Hrvatska   | 12              |                 | 29. srpnja | 29. srpnja          |                     |               |  |  |           |           |
|  | 23. srpnja                  | 23. srpnja                  | Hrvatska   | Hrvatska   | 12              | 12              | 29. srpnja | 29. srpnja          |                     |               |  |  |           |           |
|  | Kazahstan                   | 7                           | Hrvatska   |            |                 | 12              | Grčka      | 8                   |                     |               |  |  |           |           |
|  | Kazahstan                   | 7                           |            | Italija    | 9               |                 | Grčka      | 8                   |                     |               |  |  |           |           |
|  | Italija                     | 12                          |            | Italija    | 9               | Srbija          | 11         |                     |                     |               |  |  |           |           |
|  | Italija                     | 12                          |            |            |                 | Srbija          | 11         |                     |                     |               |  |  |           |           |

| Mj. | Država     |
| --- | ---------- |
| 1.  | Hrvatska   |
| 2.  | Mađarska   |
| 3.  | Srbija     |
| 4.  | Grčka      |
| 5.  | Crna Gora  |
| 6.  | Italija    |
| 7.  | Australija |
| 8.  | Rusija     |
| 9.  | Španjolska |
| 10. | Japan      |
| 11. | Kazahstan  |
| 12. | Brazil     |
| 13. | SAD        |
| 14. | Francuska  |
| 15. | Kanada     |
| 16. | JAR        |

| Pobjednici            |
| --------------------- |
| Hrvatska Drugi naslov |

| Svjetska prvenstva u vaterpolu | Svjetska prvenstva u vaterpolu | Svjetska prvenstva u vaterpolu |
| ------------------------------ | --- | ------------------------------ |
|                                | |                                |
|                                | Jugoslavija 1973. • Kolumbija 1975. • SR Njemačka 1978. • Ekvador 1982. • Španjolska 1986. • Australija 1991. Italija 1994. • Australija 1998. • Japan 2001. • Španjolska 2003. • Kanada 2005. • Australija 2007. • Italija 2009. • Kina 2011. • Španjolska 2013. • Rusija 2015. Mađarska 2017.• Južna Koreja 2019.• Mađarska 2022.• Japan 2023.• Katar 2024.• Singapur 2025. |                                |

| Svjetska prvenstva u vaterpolu | Svjetska prvenstva u vaterpolu | Svjetska prvenstva u vaterpolu |
| ------------------------------ | --- | ------------------------------ |
|                                | |                                |
|                                | Jugoslavija 1973. • Kolumbija 1975. • SR Njemačka 1978. • Ekvador 1982. • Španjolska 1986. • Australija 1991. Italija 1994. • Australija 1998. • Japan 2001. • Španjolska 2003. • Kanada 2005. • Australija 2007. • Italija 2009. • Kina 2011. • Španjolska 2013. • Rusija 2015. Mađarska 2017.• Južna Koreja 2019.• Mađarska 2022.• Japan 2023.• Katar 2024.• Singapur 2025. |                                |

| Nadnevak   | 1. momčad  | Ishod | 2. momčad |
| ---------- | ---------- | ----- | --------- |
| 17. srpnja | Španjolska | 7:8   | Grčka     |
|            | Srbija     | 21:5  | JAR       |
| 19. srpnja | JAR        | 2:18  | Grčka     |
|            | Španjolska | 5:11  | Srbija    |
| 21. srpnja | Španjolska | 16:4  | JAR       |
|            | Srbija     | 11:6  | Grčka     |

|    | Tablica    | I | Pob. | Ner. | Por. | Pos. P | Prim. P | RP  | Bodovi |
| -- | ---------- | - | ---- | ---- | ---- | ------ | ------- | --- | ------ |
| 1. | Srbija     | 3 | 3    | 0    | 0    | 43     | 16      | +27 | 6      |
| 2. | Grčka      | 3 | 2    | 0    | 1    | 32     | 20      | +12 | 4      |
| 3. | Španjolska | 3 | 1    | 0    | 2    | 28     | 23      | +5  | 2      |
| 4. | JAR        | 3 | 0    | 0    | 3    | 11     | 55      | -44 | 0      |

| Nadnevak   | 1. momčad | Ishod | 2. momčad |
| ---------- | --------- | ----- | --------- |
| 17. srpnja | SAD       | 7:12  | Hrvatska  |
|            | Japan     | 8:15  | Rusija    |
| 19. srpnja | Rusija    | 8:10  | Hrvatska  |
|            | SAD       | 7:15  | Japan     |
| 21. srpnja | SAD       | 14:11 | Rusija    |
|            | Japan     | 6:16  | Hrvatska  |

|    | Tablica  | I | Pob. | Ner. | Por. | Pos. P | Prim. P | RP  | Bodovi |
| -- | -------- | - | ---- | ---- | ---- | ------ | ------- | --- | ------ |
| 1. | Hrvatska | 3 | 3    | 0    | 0    | 38     | 21      | +17 | 6      |
| 2. | Rusija   | 3 | 1    | 0    | 2    | 34     | 32      | +2  | 2      |
| 3. | Japan    | 3 | 1    | 0    | 2    | 29     | 38      | -9  | 2      |
| 4. | SAD      | 3 | 1    | 0    | 2    | 28     | 38      | -10 | 2      |

|  | Krnja šesnaestina završnice | Krnja šesnaestina završnice |            |            | Četvrtzavršnica | Četvrtzavršnica |            |                     | Poluzavršnica       | Poluzavršnica |  |  | Završnica | Završnica |
|  |                             |                             |            |            |                 |                 |            |                     |                     |               |  |  |           |           |
|  |                             |                             |            |            | 25. srpnja      |                 |            |                     |                     |               |  |  |           |           |
|  | 23. srpnja                  |                             |            |            |                 |                 |            |                     |                     |               |  |  |           |           |
|  | Crna Gora                   | 7                           |            |            |                 |                 |            |                     |                     |               |  |  |           |           |
|  | Crna Gora                   | 7                           | Grčka      | 14         | 27. srpnja      | 27. srpnja      |            |                     |                     |               |  |  |           |           |
|  |                             | Grčka                       | Grčka      | 14         | 27. srpnja      | 27. srpnja      | 12         |                     |                     |               |  |  |           |           |
|  | Japan                       | Grčka                       | 4          |            | Grčka           | 5               | 12         |                     |                     |               |  |  |           |           |
|  | Japan                       | 25. srpnja                  | 4          |            | Grčka           | 5               |            |                     |                     |               |  |  |           |           |
|  | 23. srpnja                  | 23. srpnja                  |            | Mađarska   | 7               |                 |            |                     |                     |               |  |  |           |           |
|  | 23. srpnja                  | 23. srpnja                  | Mađarska   | Mađarska   | 7               | 14              |            |                     |                     |               |  |  |           |           |
|  | Španjolska                  | 10                          | Mađarska   |            |                 | 14              | 29. srpnja | 29. srpnja          |                     |               |  |  |           |           |
|  | Španjolska                  | 10                          |            | Rusija     | 5               |                 | 29. srpnja | 29. srpnja          |                     |               |  |  |           |           |
|  | Rusija                      | 11                          |            | Rusija     | 5               | Mađarska        | 6          |                     |                     |               |  |  |           |           |
|  | Rusija                      | 11                          | 25. srpnja |            |                 | Mađarska        | 6          |                     |                     |               |  |  |           |           |
|  | 23. srpnja                  | 23. srpnja                  |            | Hrvatska   | 8               |                 |            |                     |                     |               |  |  |           |           |
|  | 23. srpnja                  | 23. srpnja                  | Srbija     | Hrvatska   | 8               | 15              |            |                     |                     |               |  |  |           |           |
|  | Brazil                      | 3                           | Srbija     | 27. srpnja | 27. srpnja      | 15              |            |                     |                     |               |  |  |           |           |
|  | Brazil                      | 3                           |            | 27. srpnja | 27. srpnja      | Australija      | 5          |                     |                     |               |  |  |           |           |
|  | Australija                  | 8                           |            | Srbija     | 11              | Australija      | 5          | Za brončano odličje | Za brončano odličje |               |  |  |           |           |
|  | Australija                  | 8                           | 25. srpnja | Srbija     | 11              |                 |            | Za brončano odličje | Za brončano odličje |               |  |  |           |           |
|  | 23. srpnja                  | 23. srpnja                  |            | Hrvatska   | 12              |                 | 29. srpnja | 29. srpnja          |                     |               |  |  |           |           |
|  | 23. srpnja                  | 23. srpnja                  | Hrvatska   | Hrvatska   | 12              | 12              | 29. srpnja | 29. srpnja          |                     |               |  |  |           |           |
|  | Kazahstan                   | 7                           | Hrvatska   |            |                 | 12              | Grčka      | 8                   |                     |               |  |  |           |           |
|  | Kazahstan                   | 7                           |            | Italija    | 9               |                 | Grčka      | 8                   |                     |               |  |  |           |           |
|  | Italija                     | 12                          |            | Italija    | 9               | Srbija          | 11         |                     |                     |               |  |  |           |           |
|  | Italija                     | 12                          |            |            |                 | Srbija          | 11         |                     |                     |               |  |  |           |           |

| Mj. | Država     |
| --- | ---------- |
| 1.  | Hrvatska   |
| 2.  | Mađarska   |
| 3.  | Srbija     |
| 4.  | Grčka      |
| 5.  | Crna Gora  |
| 6.  | Italija    |
| 7.  | Australija |
| 8.  | Rusija     |
| 9.  | Španjolska |
| 10. | Japan      |
| 11. | Kazahstan  |
| 12. | Brazil     |
| 13. | SAD        |
| 14. | Francuska  |
| 15. | Kanada     |
| 16. | JAR        |

| Pobjednici            |
| --------------------- |
| Hrvatska Drugi naslov |

| Svjetska prvenstva u vaterpolu | Svjetska prvenstva u vaterpolu | Svjetska prvenstva u vaterpolu |
| ------------------------------ | --- | ------------------------------ |
|                                | |                                |
|                                | Jugoslavija 1973. • Kolumbija 1975. • SR Njemačka 1978. • Ekvador 1982. • Španjolska 1986. • Australija 1991. Italija 1994. • Australija 1998. • Japan 2001. • Španjolska 2003. • Kanada 2005. • Australija 2007. • Italija 2009. • Kina 2011. • Španjolska 2013. • Rusija 2015. Mađarska 2017.• Južna Koreja 2019.• Mađarska 2022.• Japan 2023.• Katar 2024.• Singapur 2025. |                                |

| Svjetska prvenstva u vaterpolu | Svjetska prvenstva u vaterpolu | Svjetska prvenstva u vaterpolu |
| ------------------------------ | --- | ------------------------------ |
|                                | |                                |
|                                | Jugoslavija 1973. • Kolumbija 1975. • SR Njemačka 1978. • Ekvador 1982. • Španjolska 1986. • Australija 1991. Italija 1994. • Australija 1998. • Japan 2001. • Španjolska 2003. • Kanada 2005. • Australija 2007. • Italija 2009. • Kina 2011. • Španjolska 2013. • Rusija 2015. Mađarska 2017.• Južna Koreja 2019.• Mađarska 2022.• Japan 2023.• Katar 2024.• Singapur 2025. |                                |

| Nadnevak   | 1. momčad | Ishod | 2. momčad |
| ---------- | --------- | ----- | --------- |
| 17. srpnja | SAD       | 7:12  | Hrvatska  |
|            | Japan     | 8:15  | Rusija    |
| 19. srpnja | Rusija    | 8:10  | Hrvatska  |
|            | SAD       | 7:15  | Japan     |
| 21. srpnja | SAD       | 14:11 | Rusija    |
|            | Japan     | 6:16  | Hrvatska  |

|    | Tablica  | I | Pob. | Ner. | Por. | Pos. P | Prim. P | RP  | Bodovi |
| -- | -------- | - | ---- | ---- | ---- | ------ | ------- | --- | ------ |
| 1. | Hrvatska | 3 | 3    | 0    | 0    | 38     | 21      | +17 | 6      |
| 2. | Rusija   | 3 | 1    | 0    | 2    | 34     | 32      | +2  | 2      |
| 3. | Japan    | 3 | 1    | 0    | 2    | 29     | 38      | -9  | 2      |
| 4. | SAD      | 3 | 1    | 0    | 2    | 28     | 38      | -10 | 2      |

|  | Krnja šesnaestina završnice | Krnja šesnaestina završnice |            |            | Četvrtzavršnica | Četvrtzavršnica |            |                     | Poluzavršnica       | Poluzavršnica |  |  | Završnica | Završnica |
|  |                             |                             |            |            |                 |                 |            |                     |                     |               |  |  |           |           |
|  |                             |                             |            |            | 25. srpnja      |                 |            |                     |                     |               |  |  |           |           |
|  | 23. srpnja                  |                             |            |            |                 |                 |            |                     |                     |               |  |  |           |           |
|  | Crna Gora                   | 7                           |            |            |                 |                 |            |                     |                     |               |  |  |           |           |
|  | Crna Gora                   | 7                           | Grčka      | 14         | 27. srpnja      | 27. srpnja      |            |                     |                     |               |  |  |           |           |
|  |                             | Grčka                       | Grčka      | 14         | 27. srpnja      | 27. srpnja      | 12         |                     |                     |               |  |  |           |           |
|  | Japan                       | Grčka                       | 4          |            | Grčka           | 5               | 12         |                     |                     |               |  |  |           |           |
|  | Japan                       | 25. srpnja                  | 4          |            | Grčka           | 5               |            |                     |                     |               |  |  |           |           |
|  | 23. srpnja                  | 23. srpnja                  |            | Mađarska   | 7               |                 |            |                     |                     |               |  |  |           |           |
|  | 23. srpnja                  | 23. srpnja                  | Mađarska   | Mađarska   | 7               | 14              |            |                     |                     |               |  |  |           |           |
|  | Španjolska                  | 10                          | Mađarska   |            |                 | 14              | 29. srpnja | 29. srpnja          |                     |               |  |  |           |           |
|  | Španjolska                  | 10                          |            | Rusija     | 5               |                 | 29. srpnja | 29. srpnja          |                     |               |  |  |           |           |
|  | Rusija                      | 11                          |            | Rusija     | 5               | Mađarska        | 6          |                     |                     |               |  |  |           |           |
|  | Rusija                      | 11                          | 25. srpnja |            |                 | Mađarska        | 6          |                     |                     |               |  |  |           |           |
|  | 23. srpnja                  | 23. srpnja                  |            | Hrvatska   | 8               |                 |            |                     |                     |               |  |  |           |           |
|  | 23. srpnja                  | 23. srpnja                  | Srbija     | Hrvatska   | 8               | 15              |            |                     |                     |               |  |  |           |           |
|  | Brazil                      | 3                           | Srbija     | 27. srpnja | 27. srpnja      | 15              |            |                     |                     |               |  |  |           |           |
|  | Brazil                      | 3                           |            | 27. srpnja | 27. srpnja      | Australija      | 5          |                     |                     |               |  |  |           |           |
|  | Australija                  | 8                           |            | Srbija     | 11              | Australija      | 5          | Za brončano odličje | Za brončano odličje |               |  |  |           |           |
|  | Australija                  | 8                           | 25. srpnja | Srbija     | 11              |                 |            | Za brončano odličje | Za brončano odličje |               |  |  |           |           |
|  | 23. srpnja                  | 23. srpnja                  |            | Hrvatska   | 12              |                 | 29. srpnja | 29. srpnja          |                     |               |  |  |           |           |
|  | 23. srpnja                  | 23. srpnja                  | Hrvatska   | Hrvatska   | 12              | 12              | 29. srpnja | 29. srpnja          |                     |               |  |  |           |           |
|  | Kazahstan                   | 7                           | Hrvatska   |            |                 | 12              | Grčka      | 8                   |                     |               |  |  |           |           |
|  | Kazahstan                   | 7                           |            | Italija    | 9               |                 | Grčka      | 8                   |                     |               |  |  |           |           |
|  | Italija                     | 12                          |            | Italija    | 9               | Srbija          | 11         |                     |                     |               |  |  |           |           |
|  | Italija                     | 12                          |            |            |                 | Srbija          | 11         |                     |                     |               |  |  |           |           |

| Mj. | Država     |
| --- | ---------- |
| 1.  | Hrvatska   |
| 2.  | Mađarska   |
| 3.  | Srbija     |
| 4.  | Grčka      |
| 5.  | Crna Gora  |
| 6.  | Italija    |
| 7.  | Australija |
| 8.  | Rusija     |
| 9.  | Španjolska |
| 10. | Japan      |
| 11. | Kazahstan  |
| 12. | Brazil     |
| 13. | SAD        |
| 14. | Francuska  |
| 15. | Kanada     |
| 16. | JAR        |

| Pobjednici            |
| --------------------- |
| Hrvatska Drugi naslov |

| Svjetska prvenstva u vaterpolu | Svjetska prvenstva u vaterpolu | Svjetska prvenstva u vaterpolu |
| ------------------------------ | --- | ------------------------------ |
|                                | |                                |
|                                | Jugoslavija 1973. • Kolumbija 1975. • SR Njemačka 1978. • Ekvador 1982. • Španjolska 1986. • Australija 1991. Italija 1994. • Australija 1998. • Japan 2001. • Španjolska 2003. • Kanada 2005. • Australija 2007. • Italija 2009. • Kina 2011. • Španjolska 2013. • Rusija 2015. Mađarska 2017.• Južna Koreja 2019.• Mađarska 2022.• Japan 2023.• Katar 2024.• Singapur 2025. |                                |

| Svjetska prvenstva u vaterpolu | Svjetska prvenstva u vaterpolu | Svjetska prvenstva u vaterpolu |
| ------------------------------ | --- | ------------------------------ |
|                                | |                                |
|                                | Jugoslavija 1973. • Kolumbija 1975. • SR Njemačka 1978. • Ekvador 1982. • Španjolska 1986. • Australija 1991. Italija 1994. • Australija 1998. • Japan 2001. • Španjolska 2003. • Kanada 2005. • Australija 2007. • Italija 2009. • Kina 2011. • Španjolska 2013. • Rusija 2015. Mađarska 2017.• Južna Koreja 2019.• Mađarska 2022.• Japan 2023.• Katar 2024.• Singapur 2025. |                                |

| Nadnevak   | 1. momčad  | Ishod | 2. momčad  |
| ---------- | ---------- | ----- | ---------- |
| 17. srpnja | Francuska  | 9:18  | Italija    |
|            | Australija | 3:13  | Mađarska   |
| 19. srpnja | Francuska  | 10:11 | Australija |
|            | Mađarska   | 9:9   | Italija    |
| 21. srpnja | Francuska  | 7:13  | Mađarska   |
|            | Australija | 5:13  | Italija    |

|    | Tablica     | I | Pob. | Ner. | Por. | Pos. P | Prim. P | RP  | Bodovi |
| -- | ----------- | - | ---- | ---- | ---- | ------ | ------- | --- | ------ |
| 1. | Mađarska ↓1 | 3 | 2    | 1    | 0    | 35     | 19      | +16 | 5      |
| 2. | Italija     | 3 | 2    | 1    | 0    | 40     | 23      | +17 | 5      |
| 3. | Australija  | 3 | 1    | 0    | 2    | 19     | 36      | -17 | 2      |
| 4. | Francuska   | 3 | 0    | 0    | 3    | 26     | 42      | -16 | 0      |

| Nadnevak   | 1. momčad  | Ishod | 2. momčad |
| ---------- | ---------- | ----- | --------- |
| 17. srpnja | Španjolska | 7:8   | Grčka     |
|            | Srbija     | 21:5  | JAR       |
| 19. srpnja | JAR        | 2:18  | Grčka     |
|            | Španjolska | 5:11  | Srbija    |
| 21. srpnja | Španjolska | 16:4  | JAR       |
|            | Srbija     | 11:6  | Grčka     |

|    | Tablica    | I | Pob. | Ner. | Por. | Pos. P | Prim. P | RP  | Bodovi |
| -- | ---------- | - | ---- | ---- | ---- | ------ | ------- | --- | ------ |
| 1. | Srbija     | 3 | 3    | 0    | 0    | 43     | 16      | +27 | 6      |
| 2. | Grčka      | 3 | 2    | 0    | 1    | 32     | 20      | +12 | 4      |
| 3. | Španjolska | 3 | 1    | 0    | 2    | 28     | 23      | +5  | 2      |
| 4. | JAR        | 3 | 0    | 0    | 3    | 11     | 55      | -44 | 0      |

| Nadnevak   | 1. momčad | Ishod | 2. momčad |
| ---------- | --------- | ----- | --------- |
| 17. srpnja | SAD       | 7:12  | Hrvatska  |
|            | Japan     | 8:15  | Rusija    |
| 19. srpnja | Rusija    | 8:10  | Hrvatska  |
|            | SAD       | 7:15  | Japan     |
| 21. srpnja | SAD       | 14:11 | Rusija    |
|            | Japan     | 6:16  | Hrvatska  |

|    | Tablica  | I | Pob. | Ner. | Por. | Pos. P | Prim. P | RP  | Bodovi |
| -- | -------- | - | ---- | ---- | ---- | ------ | ------- | --- | ------ |
| 1. | Hrvatska | 3 | 3    | 0    | 0    | 38     | 21      | +17 | 6      |
| 2. | Rusija   | 3 | 1    | 0    | 2    | 34     | 32      | +2  | 2      |
| 3. | Japan    | 3 | 1    | 0    | 2    | 29     | 38      | -9  | 2      |
| 4. | SAD      | 3 | 1    | 0    | 2    | 28     | 38      | -10 | 2      |

|  | Krnja šesnaestina završnice | Krnja šesnaestina završnice |            |            | Četvrtzavršnica | Četvrtzavršnica |            |                     | Poluzavršnica       | Poluzavršnica |  |  | Završnica | Završnica |
|  |                             |                             |            |            |                 |                 |            |                     |                     |               |  |  |           |           |
|  |                             |                             |            |            | 25. srpnja      |                 |            |                     |                     |               |  |  |           |           |
|  | 23. srpnja                  |                             |            |            |                 |                 |            |                     |                     |               |  |  |           |           |
|  | Crna Gora                   | 7                           |            |            |                 |                 |            |                     |                     |               |  |  |           |           |
|  | Crna Gora                   | 7                           | Grčka      | 14         | 27. srpnja      | 27. srpnja      |            |                     |                     |               |  |  |           |           |
|  |                             | Grčka                       | Grčka      | 14         | 27. srpnja      | 27. srpnja      | 12         |                     |                     |               |  |  |           |           |
|  | Japan                       | Grčka                       | 4          |            | Grčka           | 5               | 12         |                     |                     |               |  |  |           |           |
|  | Japan                       | 25. srpnja                  | 4          |            | Grčka           | 5               |            |                     |                     |               |  |  |           |           |
|  | 23. srpnja                  | 23. srpnja                  |            | Mađarska   | 7               |                 |            |                     |                     |               |  |  |           |           |
|  | 23. srpnja                  | 23. srpnja                  | Mađarska   | Mađarska   | 7               | 14              |            |                     |                     |               |  |  |           |           |
|  | Španjolska                  | 10                          | Mađarska   |            |                 | 14              | 29. srpnja | 29. srpnja          |                     |               |  |  |           |           |
|  | Španjolska                  | 10                          |            | Rusija     | 5               |                 | 29. srpnja | 29. srpnja          |                     |               |  |  |           |           |
|  | Rusija                      | 11                          |            | Rusija     | 5               | Mađarska        | 6          |                     |                     |               |  |  |           |           |
|  | Rusija                      | 11                          | 25. srpnja |            |                 | Mađarska        | 6          |                     |                     |               |  |  |           |           |
|  | 23. srpnja                  | 23. srpnja                  |            | Hrvatska   | 8               |                 |            |                     |                     |               |  |  |           |           |
|  | 23. srpnja                  | 23. srpnja                  | Srbija     | Hrvatska   | 8               | 15              |            |                     |                     |               |  |  |           |           |
|  | Brazil                      | 3                           | Srbija     | 27. srpnja | 27. srpnja      | 15              |            |                     |                     |               |  |  |           |           |
|  | Brazil                      | 3                           |            | 27. srpnja | 27. srpnja      | Australija      | 5          |                     |                     |               |  |  |           |           |
|  | Australija                  | 8                           |            | Srbija     | 11              | Australija      | 5          | Za brončano odličje | Za brončano odličje |               |  |  |           |           |
|  | Australija                  | 8                           | 25. srpnja | Srbija     | 11              |                 |            | Za brončano odličje | Za brončano odličje |               |  |  |           |           |
|  | 23. srpnja                  | 23. srpnja                  |            | Hrvatska   | 12              |                 | 29. srpnja | 29. srpnja          |                     |               |  |  |           |           |
|  | 23. srpnja                  | 23. srpnja                  | Hrvatska   | Hrvatska   | 12              | 12              | 29. srpnja | 29. srpnja          |                     |               |  |  |           |           |
|  | Kazahstan                   | 7                           | Hrvatska   |            |                 | 12              | Grčka      | 8                   |                     |               |  |  |           |           |
|  | Kazahstan                   | 7                           |            | Italija    | 9               |                 | Grčka      | 8                   |                     |               |  |  |           |           |
|  | Italija                     | 12                          |            | Italija    | 9               | Srbija          | 11         |                     |                     |               |  |  |           |           |
|  | Italija                     | 12                          |            |            |                 | Srbija          | 11         |                     |                     |               |  |  |           |           |

| Mj. | Država     |
| --- | ---------- |
| 1.  | Hrvatska   |
| 2.  | Mađarska   |
| 3.  | Srbija     |
| 4.  | Grčka      |
| 5.  | Crna Gora  |
| 6.  | Italija    |
| 7.  | Australija |
| 8.  | Rusija     |
| 9.  | Španjolska |
| 10. | Japan      |
| 11. | Kazahstan  |
| 12. | Brazil     |
| 13. | SAD        |
| 14. | Francuska  |
| 15. | Kanada     |
| 16. | JAR        |

| Pobjednici            |
| --------------------- |
| Hrvatska Drugi naslov |

| Svjetska prvenstva u vaterpolu | Svjetska prvenstva u vaterpolu | Svjetska prvenstva u vaterpolu |
| ------------------------------ | --- | ------------------------------ |
|                                | |                                |
|                                | Jugoslavija 1973. • Kolumbija 1975. • SR Njemačka 1978. • Ekvador 1982. • Španjolska 1986. • Australija 1991. Italija 1994. • Australija 1998. • Japan 2001. • Španjolska 2003. • Kanada 2005. • Australija 2007. • Italija 2009. • Kina 2011. • Španjolska 2013. • Rusija 2015. Mađarska 2017.• Južna Koreja 2019.• Mađarska 2022.• Japan 2023.• Katar 2024.• Singapur 2025. |                                |

| Svjetska prvenstva u vaterpolu | Svjetska prvenstva u vaterpolu | Svjetska prvenstva u vaterpolu |
| ------------------------------ | --- | ------------------------------ |
|                                | |                                |
|                                | Jugoslavija 1973. • Kolumbija 1975. • SR Njemačka 1978. • Ekvador 1982. • Španjolska 1986. • Australija 1991. Italija 1994. • Australija 1998. • Japan 2001. • Španjolska 2003. • Kanada 2005. • Australija 2007. • Italija 2009. • Kina 2011. • Španjolska 2013. • Rusija 2015. Mađarska 2017.• Južna Koreja 2019.• Mađarska 2022.• Japan 2023.• Katar 2024.• Singapur 2025. |                                |

| Nadnevak   | 1. momčad | Ishod | 2. momčad |
| ---------- | --------- | ----- | --------- |
| 17. srpnja | SAD       | 7:12  | Hrvatska  |
|            | Japan     | 8:15  | Rusija    |
| 19. srpnja | Rusija    | 8:10  | Hrvatska  |
|            | SAD       | 7:15  | Japan     |
| 21. srpnja | SAD       | 14:11 | Rusija    |
|            | Japan     | 6:16  | Hrvatska  |

|    | Tablica  | I | Pob. | Ner. | Por. | Pos. P | Prim. P | RP  | Bodovi |
| -- | -------- | - | ---- | ---- | ---- | ------ | ------- | --- | ------ |
| 1. | Hrvatska | 3 | 3    | 0    | 0    | 38     | 21      | +17 | 6      |
| 2. | Rusija   | 3 | 1    | 0    | 2    | 34     | 32      | +2  | 2      |
| 3. | Japan    | 3 | 1    | 0    | 2    | 29     | 38      | -9  | 2      |
| 4. | SAD      | 3 | 1    | 0    | 2    | 28     | 38      | -10 | 2      |

|  | Krnja šesnaestina završnice | Krnja šesnaestina završnice |            |            | Četvrtzavršnica | Četvrtzavršnica |            |                     | Poluzavršnica       | Poluzavršnica |  |  | Završnica | Završnica |
|  |                             |                             |            |            |                 |                 |            |                     |                     |               |  |  |           |           |
|  |                             |                             |            |            | 25. srpnja      |                 |            |                     |                     |               |  |  |           |           |
|  | 23. srpnja                  |                             |            |            |                 |                 |            |                     |                     |               |  |  |           |           |
|  | Crna Gora                   | 7                           |            |            |                 |                 |            |                     |                     |               |  |  |           |           |
|  | Crna Gora                   | 7                           | Grčka      | 14         | 27. srpnja      | 27. srpnja      |            |                     |                     |               |  |  |           |           |
|  |                             | Grčka                       | Grčka      | 14         | 27. srpnja      | 27. srpnja      | 12         |                     |                     |               |  |  |           |           |
|  | Japan                       | Grčka                       | 4          |            | Grčka           | 5               | 12         |                     |                     |               |  |  |           |           |
|  | Japan                       | 25. srpnja                  | 4          |            | Grčka           | 5               |            |                     |                     |               |  |  |           |           |
|  | 23. srpnja                  | 23. srpnja                  |            | Mađarska   | 7               |                 |            |                     |                     |               |  |  |           |           |
|  | 23. srpnja                  | 23. srpnja                  | Mađarska   | Mađarska   | 7               | 14              |            |                     |                     |               |  |  |           |           |
|  | Španjolska                  | 10                          | Mađarska   |            |                 | 14              | 29. srpnja | 29. srpnja          |                     |               |  |  |           |           |
|  | Španjolska                  | 10                          |            | Rusija     | 5               |                 | 29. srpnja | 29. srpnja          |                     |               |  |  |           |           |
|  | Rusija                      | 11                          |            | Rusija     | 5               | Mađarska        | 6          |                     |                     |               |  |  |           |           |
|  | Rusija                      | 11                          | 25. srpnja |            |                 | Mađarska        | 6          |                     |                     |               |  |  |           |           |
|  | 23. srpnja                  | 23. srpnja                  |            | Hrvatska   | 8               |                 |            |                     |                     |               |  |  |           |           |
|  | 23. srpnja                  | 23. srpnja                  | Srbija     | Hrvatska   | 8               | 15              |            |                     |                     |               |  |  |           |           |
|  | Brazil                      | 3                           | Srbija     | 27. srpnja | 27. srpnja      | 15              |            |                     |                     |               |  |  |           |           |
|  | Brazil                      | 3                           |            | 27. srpnja | 27. srpnja      | Australija      | 5          |                     |                     |               |  |  |           |           |
|  | Australija                  | 8                           |            | Srbija     | 11              | Australija      | 5          | Za brončano odličje | Za brončano odličje |               |  |  |           |           |
|  | Australija                  | 8                           | 25. srpnja | Srbija     | 11              |                 |            | Za brončano odličje | Za brončano odličje |               |  |  |           |           |
|  | 23. srpnja                  | 23. srpnja                  |            | Hrvatska   | 12              |                 | 29. srpnja | 29. srpnja          |                     |               |  |  |           |           |
|  | 23. srpnja                  | 23. srpnja                  | Hrvatska   | Hrvatska   | 12              | 12              | 29. srpnja | 29. srpnja          |                     |               |  |  |           |           |
|  | Kazahstan                   | 7                           | Hrvatska   |            |                 | 12              | Grčka      | 8                   |                     |               |  |  |           |           |
|  | Kazahstan                   | 7                           |            | Italija    | 9               |                 | Grčka      | 8                   |                     |               |  |  |           |           |
|  | Italija                     | 12                          |            | Italija    | 9               | Srbija          | 11         |                     |                     |               |  |  |           |           |
|  | Italija                     | 12                          |            |            |                 | Srbija          | 11         |                     |                     |               |  |  |           |           |

| Mj. | Država     |
| --- | ---------- |
| 1.  | Hrvatska   |
| 2.  | Mađarska   |
| 3.  | Srbija     |
| 4.  | Grčka      |
| 5.  | Crna Gora  |
| 6.  | Italija    |
| 7.  | Australija |
| 8.  | Rusija     |
| 9.  | Španjolska |
| 10. | Japan      |
| 11. | Kazahstan  |
| 12. | Brazil     |
| 13. | SAD        |
| 14. | Francuska  |
| 15. | Kanada     |
| 16. | JAR        |

| Pobjednici            |
| --------------------- |
| Hrvatska Drugi naslov |

| Svjetska prvenstva u vaterpolu | Svjetska prvenstva u vaterpolu | Svjetska prvenstva u vaterpolu |
| ------------------------------ | --- | ------------------------------ |
|                                | |                                |
|                                | Jugoslavija 1973. • Kolumbija 1975. • SR Njemačka 1978. • Ekvador 1982. • Španjolska 1986. • Australija 1991. Italija 1994. • Australija 1998. • Japan 2001. • Španjolska 2003. • Kanada 2005. • Australija 2007. • Italija 2009. • Kina 2011. • Španjolska 2013. • Rusija 2015. Mađarska 2017.• Južna Koreja 2019.• Mađarska 2022.• Japan 2023.• Katar 2024.• Singapur 2025. |                                |

| Svjetska prvenstva u vaterpolu | Svjetska prvenstva u vaterpolu | Svjetska prvenstva u vaterpolu |
| ------------------------------ | --- | ------------------------------ |
|                                | |                                |
|                                | Jugoslavija 1973. • Kolumbija 1975. • SR Njemačka 1978. • Ekvador 1982. • Španjolska 1986. • Australija 1991. Italija 1994. • Australija 1998. • Japan 2001. • Španjolska 2003. • Kanada 2005. • Australija 2007. • Italija 2009. • Kina 2011. • Španjolska 2013. • Rusija 2015. Mađarska 2017.• Južna Koreja 2019.• Mađarska 2022.• Japan 2023.• Katar 2024.• Singapur 2025. |                                |

| Nadnevak   | 1. momčad  | Ishod | 2. momčad |
| ---------- | ---------- | ----- | --------- |
| 17. srpnja | Španjolska | 7:8   | Grčka     |
|            | Srbija     | 21:5  | JAR       |
| 19. srpnja | JAR        | 2:18  | Grčka     |
|            | Španjolska | 5:11  | Srbija    |
| 21. srpnja | Španjolska | 16:4  | JAR       |
|            | Srbija     | 11:6  | Grčka     |

|    | Tablica    | I | Pob. | Ner. | Por. | Pos. P | Prim. P | RP  | Bodovi |
| -- | ---------- | - | ---- | ---- | ---- | ------ | ------- | --- | ------ |
| 1. | Srbija     | 3 | 3    | 0    | 0    | 43     | 16      | +27 | 6      |
| 2. | Grčka      | 3 | 2    | 0    | 1    | 32     | 20      | +12 | 4      |
| 3. | Španjolska | 3 | 1    | 0    | 2    | 28     | 23      | +5  | 2      |
| 4. | JAR        | 3 | 0    | 0    | 3    | 11     | 55      | -44 | 0      |

| Nadnevak   | 1. momčad | Ishod | 2. momčad |
| ---------- | --------- | ----- | --------- |
| 17. srpnja | SAD       | 7:12  | Hrvatska  |
|            | Japan     | 8:15  | Rusija    |
| 19. srpnja | Rusija    | 8:10  | Hrvatska  |
|            | SAD       | 7:15  | Japan     |
| 21. srpnja | SAD       | 14:11 | Rusija    |
|            | Japan     | 6:16  | Hrvatska  |

|    | Tablica  | I | Pob. | Ner. | Por. | Pos. P | Prim. P | RP  | Bodovi |
| -- | -------- | - | ---- | ---- | ---- | ------ | ------- | --- | ------ |
| 1. | Hrvatska | 3 | 3    | 0    | 0    | 38     | 21      | +17 | 6      |
| 2. | Rusija   | 3 | 1    | 0    | 2    | 34     | 32      | +2  | 2      |
| 3. | Japan    | 3 | 1    | 0    | 2    | 29     | 38      | -9  | 2      |
| 4. | SAD      | 3 | 1    | 0    | 2    | 28     | 38      | -10 | 2      |

|  | Krnja šesnaestina završnice | Krnja šesnaestina završnice |            |            | Četvrtzavršnica | Četvrtzavršnica |            |                     | Poluzavršnica       | Poluzavršnica |  |  | Završnica | Završnica |
|  |                             |                             |            |            |                 |                 |            |                     |                     |               |  |  |           |           |
|  |                             |                             |            |            | 25. srpnja      |                 |            |                     |                     |               |  |  |           |           |
|  | 23. srpnja                  |                             |            |            |                 |                 |            |                     |                     |               |  |  |           |           |
|  | Crna Gora                   | 7                           |            |            |                 |                 |            |                     |                     |               |  |  |           |           |
|  | Crna Gora                   | 7                           | Grčka      | 14         | 27. srpnja      | 27. srpnja      |            |                     |                     |               |  |  |           |           |
|  |                             | Grčka                       | Grčka      | 14         | 27. srpnja      | 27. srpnja      | 12         |                     |                     |               |  |  |           |           |
|  | Japan                       | Grčka                       | 4          |            | Grčka           | 5               | 12         |                     |                     |               |  |  |           |           |
|  | Japan                       | 25. srpnja                  | 4          |            | Grčka           | 5               |            |                     |                     |               |  |  |           |           |
|  | 23. srpnja                  | 23. srpnja                  |            | Mađarska   | 7               |                 |            |                     |                     |               |  |  |           |           |
|  | 23. srpnja                  | 23. srpnja                  | Mađarska   | Mađarska   | 7               | 14              |            |                     |                     |               |  |  |           |           |
|  | Španjolska                  | 10                          | Mađarska   |            |                 | 14              | 29. srpnja | 29. srpnja          |                     |               |  |  |           |           |
|  | Španjolska                  | 10                          |            | Rusija     | 5               |                 | 29. srpnja | 29. srpnja          |                     |               |  |  |           |           |
|  | Rusija                      | 11                          |            | Rusija     | 5               | Mađarska        | 6          |                     |                     |               |  |  |           |           |
|  | Rusija                      | 11                          | 25. srpnja |            |                 | Mađarska        | 6          |                     |                     |               |  |  |           |           |
|  | 23. srpnja                  | 23. srpnja                  |            | Hrvatska   | 8               |                 |            |                     |                     |               |  |  |           |           |
|  | 23. srpnja                  | 23. srpnja                  | Srbija     | Hrvatska   | 8               | 15              |            |                     |                     |               |  |  |           |           |
|  | Brazil                      | 3                           | Srbija     | 27. srpnja | 27. srpnja      | 15              |            |                     |                     |               |  |  |           |           |
|  | Brazil                      | 3                           |            | 27. srpnja | 27. srpnja      | Australija      | 5          |                     |                     |               |  |  |           |           |
|  | Australija                  | 8                           |            | Srbija     | 11              | Australija      | 5          | Za brončano odličje | Za brončano odličje |               |  |  |           |           |
|  | Australija                  | 8                           | 25. srpnja | Srbija     | 11              |                 |            | Za brončano odličje | Za brončano odličje |               |  |  |           |           |
|  | 23. srpnja                  | 23. srpnja                  |            | Hrvatska   | 12              |                 | 29. srpnja | 29. srpnja          |                     |               |  |  |           |           |
|  | 23. srpnja                  | 23. srpnja                  | Hrvatska   | Hrvatska   | 12              | 12              | 29. srpnja | 29. srpnja          |                     |               |  |  |           |           |
|  | Kazahstan                   | 7                           | Hrvatska   |            |                 | 12              | Grčka      | 8                   |                     |               |  |  |           |           |
|  | Kazahstan                   | 7                           |            | Italija    | 9               |                 | Grčka      | 8                   |                     |               |  |  |           |           |
|  | Italija                     | 12                          |            | Italija    | 9               | Srbija          | 11         |                     |                     |               |  |  |           |           |
|  | Italija                     | 12                          |            |            |                 | Srbija          | 11         |                     |                     |               |  |  |           |           |

| Mj. | Država     |
| --- | ---------- |
| 1.  | Hrvatska   |
| 2.  | Mađarska   |
| 3.  | Srbija     |
| 4.  | Grčka      |
| 5.  | Crna Gora  |
| 6.  | Italija    |
| 7.  | Australija |
| 8.  | Rusija     |
| 9.  | Španjolska |
| 10. | Japan      |
| 11. | Kazahstan  |
| 12. | Brazil     |
| 13. | SAD        |
| 14. | Francuska  |
| 15. | Kanada     |
| 16. | JAR        |

| Pobjednici            |
| --------------------- |
| Hrvatska Drugi naslov |

| Svjetska prvenstva u vaterpolu | Svjetska prvenstva u vaterpolu | Svjetska prvenstva u vaterpolu |
| ------------------------------ | --- | ------------------------------ |
|                                | |                                |
|                                | Jugoslavija 1973. • Kolumbija 1975. • SR Njemačka 1978. • Ekvador 1982. • Španjolska 1986. • Australija 1991. Italija 1994. • Australija 1998. • Japan 2001. • Španjolska 2003. • Kanada 2005. • Australija 2007. • Italija 2009. • Kina 2011. • Španjolska 2013. • Rusija 2015. Mađarska 2017.• Južna Koreja 2019.• Mađarska 2022.• Japan 2023.• Katar 2024.• Singapur 2025. |                                |

| Svjetska prvenstva u vaterpolu | Svjetska prvenstva u vaterpolu | Svjetska prvenstva u vaterpolu |
| ------------------------------ | --- | ------------------------------ |
|                                | |                                |
|                                | Jugoslavija 1973. • Kolumbija 1975. • SR Njemačka 1978. • Ekvador 1982. • Španjolska 1986. • Australija 1991. Italija 1994. • Australija 1998. • Japan 2001. • Španjolska 2003. • Kanada 2005. • Australija 2007. • Italija 2009. • Kina 2011. • Španjolska 2013. • Rusija 2015. Mađarska 2017.• Južna Koreja 2019.• Mađarska 2022.• Japan 2023.• Katar 2024.• Singapur 2025. |                                |

| Nadnevak   | 1. momčad | Ishod | 2. momčad |
| ---------- | --------- | ----- | --------- |
| 17. srpnja | SAD       | 7:12  | Hrvatska  |
|            | Japan     | 8:15  | Rusija    |
| 19. srpnja | Rusija    | 8:10  | Hrvatska  |
|            | SAD       | 7:15  | Japan     |
| 21. srpnja | SAD       | 14:11 | Rusija    |
|            | Japan     | 6:16  | Hrvatska  |

|    | Tablica  | I | Pob. | Ner. | Por. | Pos. P | Prim. P | RP  | Bodovi |
| -- | -------- | - | ---- | ---- | ---- | ------ | ------- | --- | ------ |
| 1. | Hrvatska | 3 | 3    | 0    | 0    | 38     | 21      | +17 | 6      |
| 2. | Rusija   | 3 | 1    | 0    | 2    | 34     | 32      | +2  | 2      |
| 3. | Japan    | 3 | 1    | 0    | 2    | 29     | 38      | -9  | 2      |
| 4. | SAD      | 3 | 1    | 0    | 2    | 28     | 38      | -10 | 2      |

|  | Krnja šesnaestina završnice | Krnja šesnaestina završnice |            |            | Četvrtzavršnica | Četvrtzavršnica |            |                     | Poluzavršnica       | Poluzavršnica |  |  | Završnica | Završnica |
|  |                             |                             |            |            |                 |                 |            |                     |                     |               |  |  |           |           |
|  |                             |                             |            |            | 25. srpnja      |                 |            |                     |                     |               |  |  |           |           |
|  | 23. srpnja                  |                             |            |            |                 |                 |            |                     |                     |               |  |  |           |           |
|  | Crna Gora                   | 7                           |            |            |                 |                 |            |                     |                     |               |  |  |           |           |
|  | Crna Gora                   | 7                           | Grčka      | 14         | 27. srpnja      | 27. srpnja      |            |                     |                     |               |  |  |           |           |
|  |                             | Grčka                       | Grčka      | 14         | 27. srpnja      | 27. srpnja      | 12         |                     |                     |               |  |  |           |           |
|  | Japan                       | Grčka                       | 4          |            | Grčka           | 5               | 12         |                     |                     |               |  |  |           |           |
|  | Japan                       | 25. srpnja                  | 4          |            | Grčka           | 5               |            |                     |                     |               |  |  |           |           |
|  | 23. srpnja                  | 23. srpnja                  |            | Mađarska   | 7               |                 |            |                     |                     |               |  |  |           |           |
|  | 23. srpnja                  | 23. srpnja                  | Mađarska   | Mađarska   | 7               | 14              |            |                     |                     |               |  |  |           |           |
|  | Španjolska                  | 10                          | Mađarska   |            |                 | 14              | 29. srpnja | 29. srpnja          |                     |               |  |  |           |           |
|  | Španjolska                  | 10                          |            | Rusija     | 5               |                 | 29. srpnja | 29. srpnja          |                     |               |  |  |           |           |
|  | Rusija                      | 11                          |            | Rusija     | 5               | Mađarska        | 6          |                     |                     |               |  |  |           |           |
|  | Rusija                      | 11                          | 25. srpnja |            |                 | Mađarska        | 6          |                     |                     |               |  |  |           |           |
|  | 23. srpnja                  | 23. srpnja                  |            | Hrvatska   | 8               |                 |            |                     |                     |               |  |  |           |           |
|  | 23. srpnja                  | 23. srpnja                  | Srbija     | Hrvatska   | 8               | 15              |            |                     |                     |               |  |  |           |           |
|  | Brazil                      | 3                           | Srbija     | 27. srpnja | 27. srpnja      | 15              |            |                     |                     |               |  |  |           |           |
|  | Brazil                      | 3                           |            | 27. srpnja | 27. srpnja      | Australija      | 5          |                     |                     |               |  |  |           |           |
|  | Australija                  | 8                           |            | Srbija     | 11              | Australija      | 5          | Za brončano odličje | Za brončano odličje |               |  |  |           |           |
|  | Australija                  | 8                           | 25. srpnja | Srbija     | 11              |                 |            | Za brončano odličje | Za brončano odličje |               |  |  |           |           |
|  | 23. srpnja                  | 23. srpnja                  |            | Hrvatska   | 12              |                 | 29. srpnja | 29. srpnja          |                     |               |  |  |           |           |
|  | 23. srpnja                  | 23. srpnja                  | Hrvatska   | Hrvatska   | 12              | 12              | 29. srpnja | 29. srpnja          |                     |               |  |  |           |           |
|  | Kazahstan                   | 7                           | Hrvatska   |            |                 | 12              | Grčka      | 8                   |                     |               |  |  |           |           |
|  | Kazahstan                   | 7                           |            | Italija    | 9               |                 | Grčka      | 8                   |                     |               |  |  |           |           |
|  | Italija                     | 12                          |            | Italija    | 9               | Srbija          | 11         |                     |                     |               |  |  |           |           |
|  | Italija                     | 12                          |            |            |                 | Srbija          | 11         |                     |                     |               |  |  |           |           |

| Mj. | Država     |
| --- | ---------- |
| 1.  | Hrvatska   |
| 2.  | Mađarska   |
| 3.  | Srbija     |
| 4.  | Grčka      |
| 5.  | Crna Gora  |
| 6.  | Italija    |
| 7.  | Australija |
| 8.  | Rusija     |
| 9.  | Španjolska |
| 10. | Japan      |
| 11. | Kazahstan  |
| 12. | Brazil     |
| 13. | SAD        |
| 14. | Francuska  |
| 15. | Kanada     |
| 16. | JAR        |

| Pobjednici            |
| --------------------- |
| Hrvatska Drugi naslov |

| Svjetska prvenstva u vaterpolu | Svjetska prvenstva u vaterpolu | Svjetska prvenstva u vaterpolu |
| ------------------------------ | --- | ------------------------------ |
|                                | |                                |
|                                | Jugoslavija 1973. • Kolumbija 1975. • SR Njemačka 1978. • Ekvador 1982. • Španjolska 1986. • Australija 1991. Italija 1994. • Australija 1998. • Japan 2001. • Španjolska 2003. • Kanada 2005. • Australija 2007. • Italija 2009. • Kina 2011. • Španjolska 2013. • Rusija 2015. Mađarska 2017.• Južna Koreja 2019.• Mađarska 2022.• Japan 2023.• Katar 2024.• Singapur 2025. |                                |

| Svjetska prvenstva u vaterpolu | Svjetska prvenstva u vaterpolu | Svjetska prvenstva u vaterpolu |
| ------------------------------ | --- | ------------------------------ |
|                                | |                                |
|                                | Jugoslavija 1973. • Kolumbija 1975. • SR Njemačka 1978. • Ekvador 1982. • Španjolska 1986. • Australija 1991. Italija 1994. • Australija 1998. • Japan 2001. • Španjolska 2003. • Kanada 2005. • Australija 2007. • Italija 2009. • Kina 2011. • Španjolska 2013. • Rusija 2015. Mađarska 2017.• Južna Koreja 2019.• Mađarska 2022.• Japan 2023.• Katar 2024.• Singapur 2025. |                                |